# Zașkiv, Jovkva
Zașkiv (în ucraineană Зашків) este localitatea de reședință a comunei Zașkiv din raionul Jovkva, regiunea Liov, Ucraina.

## Demografie
Componența lingvistică a localității Zașkiv
     Ucraineană (99,36%)
     Alte limbi (0,5%)
Conform recensământului din 2001, majoritatea populației localității Zașkiv era vorbitoare de ucraineană (99,36%), existând în minoritate și vorbitori de alte limbi.